# Josip Pogačnik (politik)
Josip vitez pl. Pogačnik (tudi Jožef vitez pl. Pogačnik), slovenski politik in gospodarstvenik, * 19. oktober 1866, Podnart, † 18. avgust 1932, Podnart.

## Življenjepis
Josip Pogačnik (vitez od 1912), se je rodil v posestniški družini očetu Jožefu in materi Julijani (roj. Mirli). Starši so mu leta 1869 umrli; njihovo posestvo je upravljal stric Janez Pogačnik (1833–1892), ki je imel v Podnartu znano delavnico stolpnih ur. Stric je dal nečaka študirat v ljubljansko gimnazijo in potem v Pazin, kjer je 25. julija 1885 maturiral. Nato je nadaljeval študij prava na univerzi v Gradcu, kjer je bil tudi član akademskega društva Triglav, a je moral leta 1887 študij opustiti, ker je očetovo posestvo nujno potrebovalo gospodarja.
Leta 1897 je prvič kandidiral pri volitvah v državni zbor s programom novoustanovljene katoliške stranke in zmagal v občinah kamniškega okraja; 1901 so ga izvolile občine radovljiškega okraja za poslanca v kranjski deželni zbor. Oba mandata je obdržal brez presledka do razpada Avstro-Ogrske.
Kot poslanec radovljiškega okraja se je Pogačnik uspešno trudil za dvig njegovega gospodarstva; dosegel je lepe uspehe pri zboljšanju planin v Bohinju, se zavzemal za gradnjo deželne ceste med Podnartom in Selško dolino, odločilno vplival na gradnjo bohinjske železnice, blejskega vodovoda, zidavo novega železniškega postajnega poslopja v Radovljici (1913) itd. V priznanje njegovih zaslug ga je mnogo takratnih gorenjskih občin (Srednja vas, Bohinjska Bistrica, Ovsiše-Podnart, Mošnje, Gorje, Bled in Radovljica) izvolilo za častnega občana.
Ob zlomu  monarhije je Narodni svet za Slovenijo v Ljubljani 31. oktobra 1918 osnoval Narodno vlado SHS s Pogačnikom kot predsednikom in 12 oddelki, imenovanimi poverjeništva, katerim so načelovali zastopniki vseh večjih slovenskih strank. Pogačnikova zasluga je, da je navkljub prevratnim razmeram obdržal mir in red v Sloveniji in jo obvaroval pred izgredi razbite avstrijske armade, ki so se vračali s fronte na Piavi.
Ko je bila po združitvi v Kraljevino SHS razpuščena Narodna vlada SHS in na njeno mesto 20. januarja 1919 postavljena nova, od centrale v Beogradu odvisna Deželna vlada za Slovenijo, je bil Pogačnik v marcu 1919 imenovan za veleposlanika Kraljevine SHS pri vladi avstrijske republike na Dunaju, kjer je ostal do novembra 1919.
Po vrnitvi z Dunaja se je Pogačnik umaknil iz političnega življenja ter se posvetil samo gospodarstvu. Leta 1920 je vstopil z Ivanom Knezom in Petrom Kozino v nacionalizirani Kreditni zavod za industrijo in trgovino in ostal v njem do 1931. Trboveljska premogokopna družba ga je 1920 izvolila v svoj upravni svet, Prometni zavod za premog 1922 za predsednika, delniška družba pivovarne Union 1924 za upravnega svetnika. Leta 1926 je postal predsednik uprave tekstilne tovarne »Jugočeška« v Kranju. Bil je tudi (od 1929) upravni svetnik Lokalne železnice Kranj-Tržič (sedaj samo še Kranj - Naklo).